# Епархия Маноно
Епархия Маноно (лат. Dioecesis Manonensis) — епархия Римско-Католической Церкви с центром в городе Маноно, Демократическая Республика Конго. Епархия Маноно входит в митрополию Лубумбаши.

## История
24 апреля 1971 года Святой Престол учредил епархий Маноно, выделив её из епархия Килвы и епархия Конголо.

## Ординарии епархии
- епископ Gérard Ngoy Kabwe (1972 — 1989);
- епископ Nestor Ngoy Katahwa (1989 — 2000);
- епископ Vincent de Paul Kwanga Njubu (2005 — по настоящее время).